# سیارک ۷۱۲

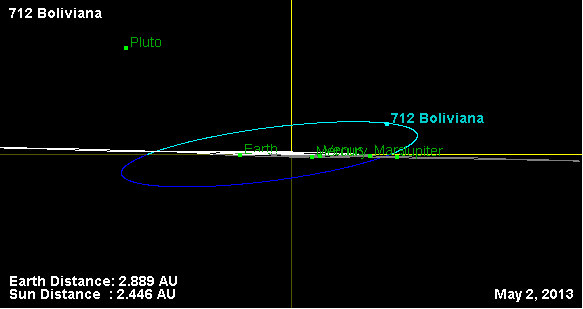
نمایی از محل قرارگیری سیارک ۷۱۲ در مدار - ۲۰۱۳

سیارک ۷۱۲ (به انگلیسی: 712 Boliviana، نامگذاری:1911LO) هفتصد و دوازدهمین سیارک کشف شده‌است که در ۱۹ مارس ۱۹۱۱ و در هایدلبرگ کشف شد.
قدر مطلق سیارک برابر ۸٫۳۲ است.